# Emir Mutapčić
Emir Mutapčić, född 27 maj 1960 i Zenica, dåvarande Jugoslavien, är en jugoslavisk basketspelare som tog tog OS-brons 1984 i Los Angeles. Detta var Jugoslaviens tredje medalj i rad i basket vid olympiska sommarspelen. Mutapčić  spelade 1979-1989 för KK Bosna Sarajevo, 1989-1991 för Hapoel Jerusalen och 1991-1993 för ALBA Berlín.